# 1243.
◄ | 12. stoljeće | 13. stoljeće | 14. stoljeće | ►
◄ | 1210-ih | 1220-ih | 1230-ih | 1240-ih | 1250-ih | 1260-ih | 1270-ih | ►
◄◄ | ◄ | 1240. | 1241. | 1242. | 1243. | 1244. | 1245. | 1246. | ► | ►►
Arhitektura • Astronomija • Glazba • Knjige • Književnost • Kršćanstvo • Medicina • Pravo • Promet • Znanost

## Događaji
- Zadar se odmetnuo od Mletačke Republike, radi čega Mleci podižu vojnu na Zadar. Zadranima je u pomoć pohrlio hrvatski ban i "herceg i ban čitave Slavonije" Dionizije, koji je izgubio bitku s Mlecima 5. lipnja 1243., a mletački dužd Rajner Zeno je osvojio Zadar.

## Vanjske poveznice
|  | Zajednički poslužitelj ima još gradiva o temi 1243. |